# Hrvatska nogometna televizija
Hrvatska nogometna televizija (kraće HNTV) je bila hrvatska sportska televizijska postaja.
Programski sadržaj obuhvatio je sve segmente hrvatskog nogometa i malog nogometa, ali i svjetskog nogometa. Televizijski kanal je emitirao izdvojene utakmice 1. HNL te 2. HNL uz popularne turnire malog nogometa. Program se kreirao u suradnji i uz podršku Hrvatskog nogometnog saveza.
Emitiranje testnog signala bilo je 15. travnja 2016. na 407. kanalu MAXtv-a. Početak je bio predviđen za 22. travnja, a prvi prijenosi bile su utakmice četvrtzavršnice Hrvatskog nogometnog kupa u futsalu.
Službeni početak emitiranja bio je u utorak, 19. travnja 2016. godine. HNTV je radila i prije službenog početka emitiranja kada je prenosila prijateljsku nogometnu utakmicu u Koprivnici u kojima su snage odmjerile nogometne reprezentacije do 19 godina, hrvatska i katarska.
Prva platforma preko koje se emitirao program je MAXtv, ali to nije bio ekskluzivni dogovor, nego je signal ponuđen i dostupan inim kabelskim operaterima u Hrvatskoj i izvan RH. Program HNTV-a je bio moguće pratiti putem MAXtv-a, Evo TV-a, A1, B.net-a i Iskona.
Prva novinarska postava ove televizije su bili poznati športski novinar Ivan Blažičko koji je na bio čelu projekta, zatim sportska novinarka Mila Horvat te komentator utakmica Ivan Stipčić. Danas, TV lica koja su se viđala u redovitom programu su bili: Saša Marić, Anđelko Kecman, Igor Ćurković, Ivan Ljubić, Mateo Pukšar te sudački eksperti Rajko Magić i Miroslav Vitković (UEFA kontrolor).
Gubitkom televizijskih prava, Ivica Blažičko najavio je prestanak emitiranja 30. lipnja 2022. godine.

## Emisije
- Treće poluvrijeme
- 2. HNL
- Top 5
- Mali nogometni razgovori
- Utakmicu po utakmicu

## Vanjske poveznice
- Facebook - Hrvatska nogometna televizija - HNTV
- Youtube - Hrvatska nogometna televizija - HNTV